# Dominique de Calan
Pour les articles homonymes, voir Calan (homonymie).
 (juin 2013).
Dominique de Calan (à l'état civil, Dominique de la Lande de Calan) est une personnalité française du monde des affaires,
née le 5 mai 1947 à Somloire (Maine-et-Loire).

## Biographie
Jusqu'au 3 mars 2008, il était le numéro deux du patronat de la métallurgie, l'Union des industries et métiers de la métallurgie (UIMM). Il a été contraint de quitter son poste en raison du scandale provoqué notamment par le « parachute doré » de Denis Gautier-Sauvagnac et la trésorerie de l'UIMM.
Mi-février 2008, Dominique de Calan a été mis en examen pour complicité et recel d'abus de confiance dans cette affaire des retraits suspects en liquide (portant officiellement sur plus de 19 millions d'euros) des caisses de l'organisation patronale,.
Début février 2008, il fut cependant réélu à la présidence de la fédération des institutions de retraite complémentaires des cadres (Agirc) dont il ne fait plus partie.
Dominique de Calan a longtemps détenu de nombreux mandats dans des organismes dépendant de l’État ou de la gestion patronat-syndicats. Début mars 2008, il était toujours vice-président de l'Association nationale pour la formation professionnelle des adultes (AFPA) et administrateur du Centre d'information et de documentation pour la jeunesse (CIDJ), mais aussi président du conseil de surveillance du groupe Altran, administrateur de Nexter (ex-Giat Industries)... 
En juillet 2021, il est suspendu de la Légion d'honneur et de l'ordre national du mérite à titre disciplinaire pour une durée d'un an. Bien que tardivement, cela fait suite à sa condamnation en décembre 2015 dans l’affaire de l'UIMM.
Ancien conseiller régional de Bretagne, ce proche d'Alain Madelin est propriétaire notamment d'une demeure historique à Tréflaouénan, dans le Finistère.
Il est le père de Maël de Calan, né en 1980 et engagé lui-aussi en politique,. Ce dernier, membre de l'UMP depuis 2002, décide de quitter Les Républicains début juin 2019 après la débâcle aux élections européennes,. Depuis 2021, il est président du conseil départemental du Finistère. Il soutient Valérie Pécresse (LR) lors de l'élection présidentielle d'avril 2022.